# Staurastrum rotula
Staurastrum rotula là một loài Song tinh tảo trong họ Desmidiaceae, thuộc chi Staurastrum.